# Luigi Loperfido

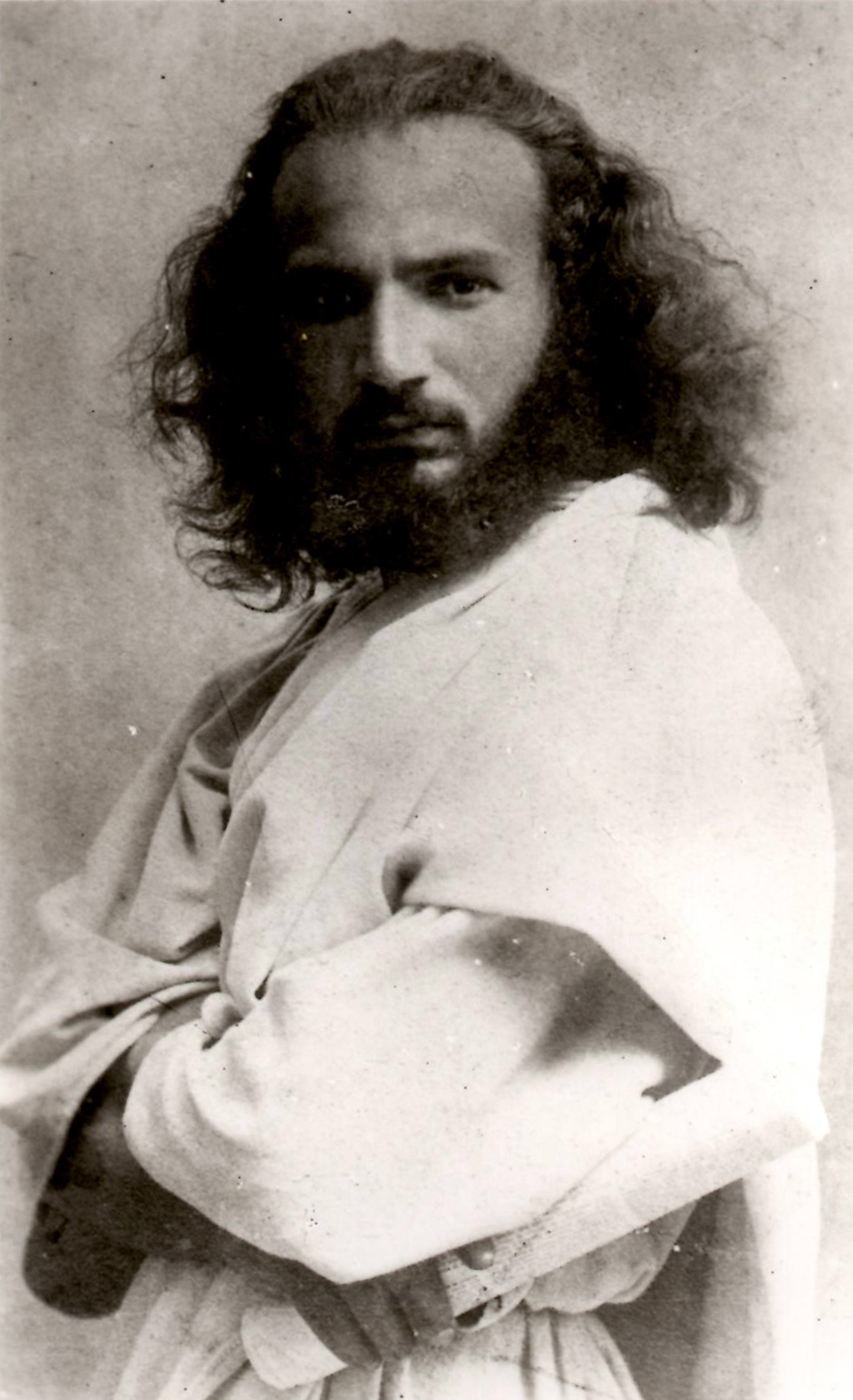
Il Monaco bianco

Luigi Loperfido, detto anche il Monaco bianco (Matera, 5 giugno 1877 – Matera, 28 dicembre 1959), è stato un sindacalista, artista e predicatore italiano.

## Biografia

### Giovinezza e "periodo newyorkese"

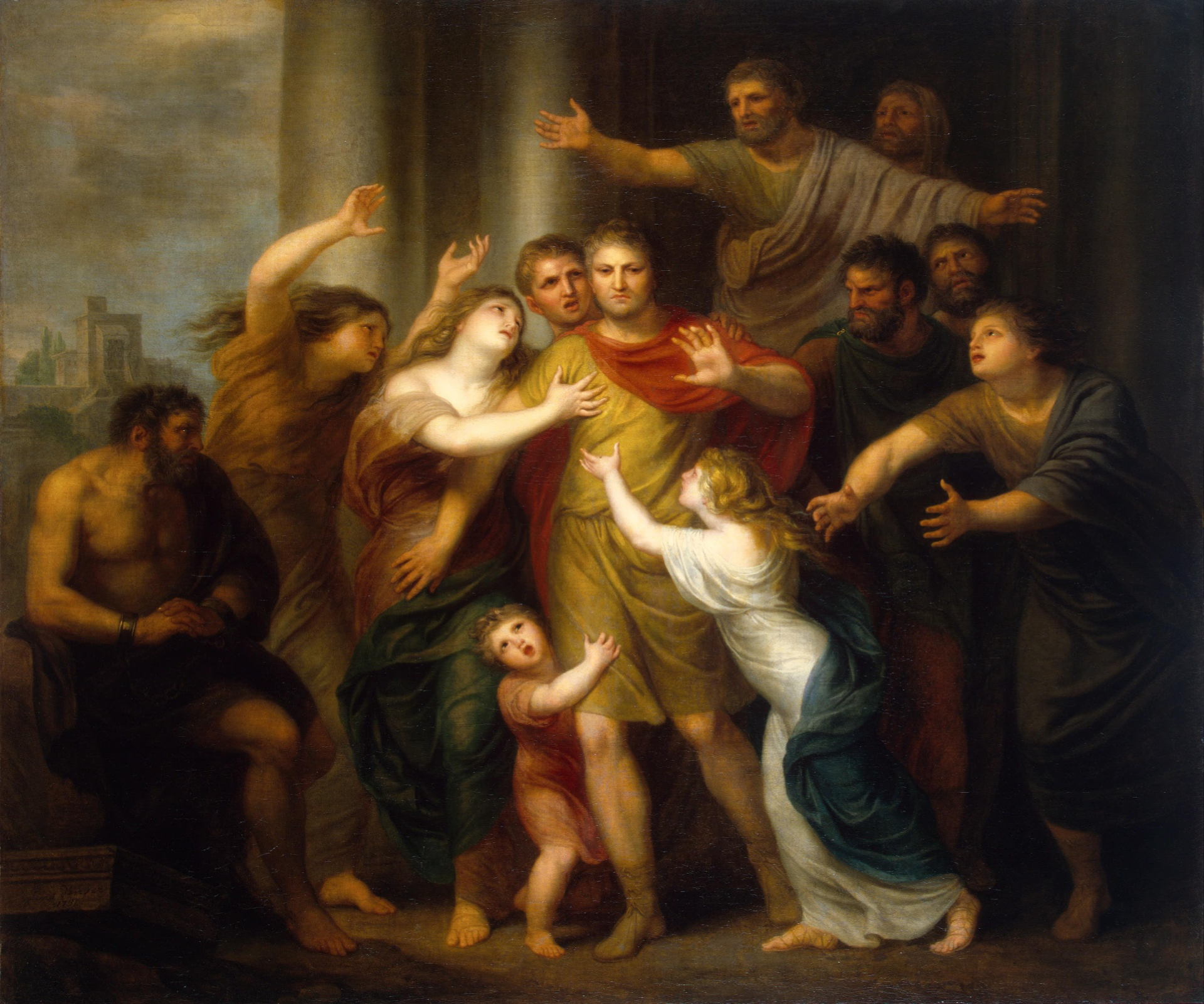
Adriens Cornelis Lens, Regolo ritorna a Cartagine (1791); olio su tela, 114x136,5 cm, Hermitage,
San Pietroburgo

Nato a Matera, da una madre che non lo riconobbe, fu iscritto in anagrafe come Luigi Medauro e affidato a una levatrice originaria di Grottole, Maria Giuseppa Barra, e a un macellaio di Montescaglioso, Emanuele Loperfido, che lo adottarono legalmente solo nel 1890. Nello stesso anno, appena tredicenne e analfabeta, emigrò con un parente negli Stati Uniti. A New York, il giovane Luigi trovò impiego come garzone in un salone da barba, dove fu notato da un medico facoltoso, che restò sorpreso dalla sua intelligenza. I due strinsero presto amicizia: il medico lo accolse in casa propria e gli permise di formarsi culturalmente, contribuendo a far maturare in lui la passione per l'arte. Nel 1897 la rivista americana The art amateur menzionava un busto di George Washington modellato dal Loperfido, del quale lodava la straordinaria perizia artistica. Un talento testimoniato anche dal bassorilievo in bronzo (datato 1897), raffigurante l'intimità tra un satiro e una ninfa. Il ricorso a personaggi della mitologia greca dimostra che, seppure in maniera autodidatta, il giovane artista aveva raggiunto un livello culturale notevole. Nel "periodo newyorkese", Luigi Loperfido, realizzò numerose altre sculture, di cui oggi resta soltanto un particolare modello in gesso che si compone di due pezzi: una statua del console romano Marco Atilio Regolo e il relativo basamento, riccamente decorato. In particolare, Atilio Regolo è rappresentato nell'atto di esortare i romani a riprendere il conflitto bellico contro Cartagine. Una posa solenne e drammatica, di chiara ispirazione neoclassica, che è possibile riscontrare anche in un dipinto del fiammingo Adriens Cornelis Lens, conservato all'Hermitage di San Pietroburgo.  
Anche il clima politico di New York, dove coesistevano diversi movimenti sindacali che si battevano per la giustizia sociale, dovette influenzare il pensiero del Loperfido, a cui questa esperienza tornerà utile negli anni seguenti.

### Rientro in Italia: l'attività politica

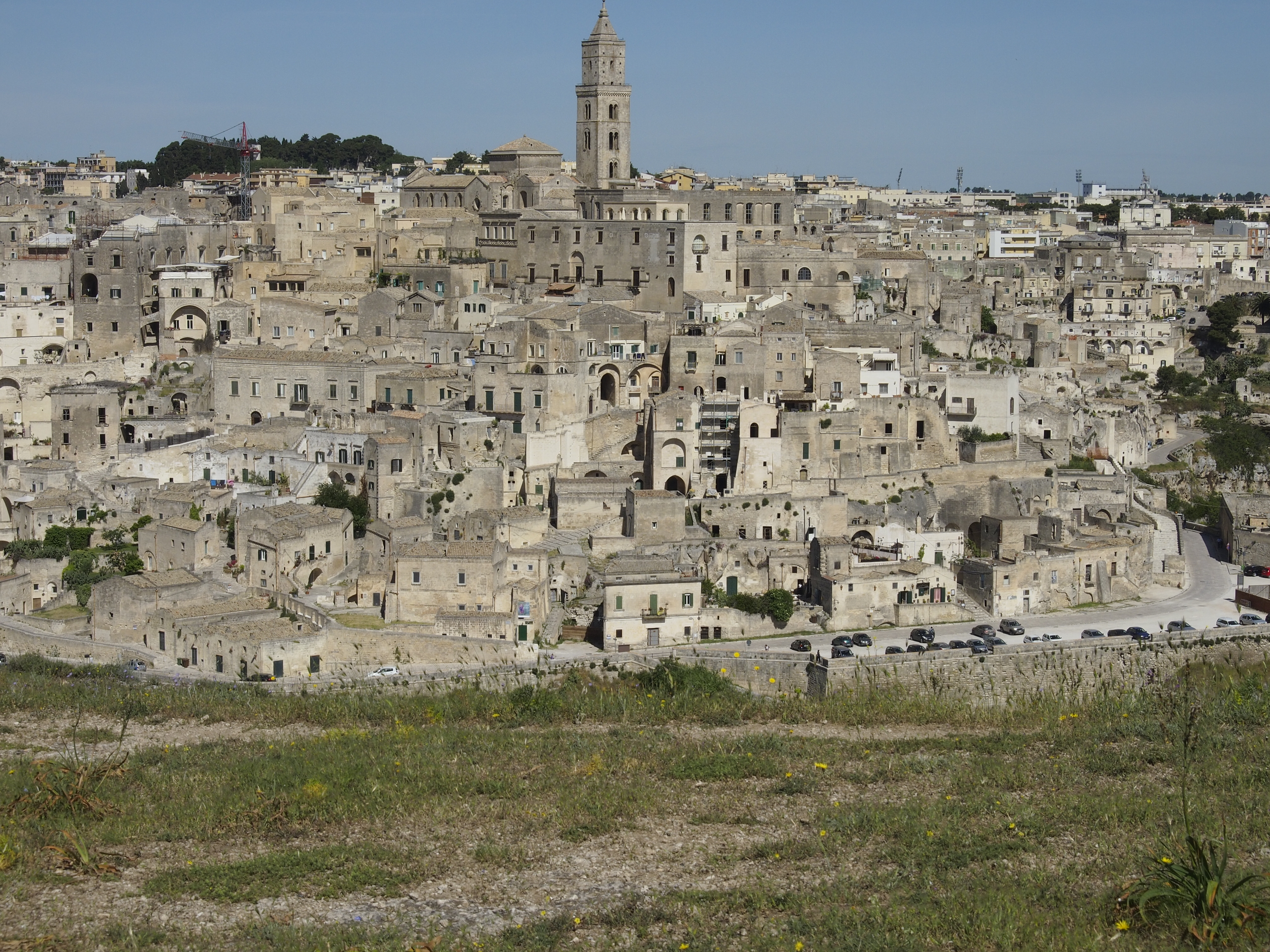
I Sassi di Matera

Sul finire del secolo, Luigi Loperfido, nuovamente in Italia, dopo aver soggiornato in diverse regioni per arricchire la sua conoscenza in ambito artistico, si trasferì a Montescaglioso e, in seguito, a Matera. Qui, secondo il racconto dei testimoni, fece il suo ingresso indossando una fluente tunica bianca, che, assieme alla folta capigliatura e alla barba incolta, lo rese noto tra i materani come il Monaco Bianco. Rimase profondamente sconvolto dagli stenti della popolazione contadina, sfruttata dai proprietari terrieri e dalla nobiltà locale. Matera, all'epoca, era una città molto diversa da come appare oggi e i suoi Sassi non erano una gettonata meta turistica. Per comprendere meglio la realtà che indignò così tanto il Loperfido, riproponiamo le parole di Carlo Levi, tratte dalla sua opera Cristo si è Fermato a Eboli (1945) e dedicate proprio a Matera: "Ogni famiglia ha in genere una sola di quelle grotte per abitazione e ci dormono tutti insieme, uomini, donne, bambini, bestie. […] Ho visto dei bambini seduti sull’uscio delle case, nella sporcizia, al sole che scottava, con gli occhi semichiusi e le palpebre rosse e gonfie. Era il tracoma. […] Sembrava di essere in mezzo ad una città colpita dalla peste”. Il Monaco Bianco capì che non c'era tempo da perdere e che doveva assolutamente fare qualcosa per quella povera gente, confidando nelle sue capacità e nell'esperienza politica maturata negli anni in cui era stato a New York. Ben presto, dismesse le vesti dell'artista, si impegnò sul fronte del sindacalismo contadino, fondando la Lega dei contadini, che arrivò a contare circa 3000 iscritti.
Grazie alla sua tenacia, riuscì a sviluppare la coscienza politica delle classi più povere, guidandole oltre il semplice ribellismo. Le rivendicazioni della Lega e gli scioperi riuscirono a far ottenere riduzioni degli orari di lavoro e aumenti salariali, ma quando, nel giugno del 1902, fu negato ai contadini di spigolare nelle terre dei proprietari, seguirono nuove agitazioni e occupazioni delle terre. L'intervento dei Carabinieri provocò un morto, il bracciante Giuseppe Rondinone, e alcuni feriti, oltre all'arresto del Monaco Bianco e di altri 24 contadini, che successivamente furono tutti assolti.

### La conversione

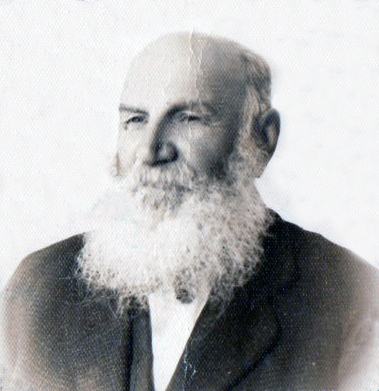
Luigi Loperfido in una foto tessera degli anni '50

A seguito della scarcerazione, il Monaco Bianco tentò l'esperimento di una Cooperativa di lavoro per la conduzione di una tenuta, presa in fitto dal nobile Vincenzo Caropreso. Tuttavia, il tentativo fallì, anche a causa della tacita opposizione del clero locale, avverso alle idee socialiste dei braccianti. Occorre precisare che, a quel tempo, la Chiesa Cattolica - tradizionalmente schierata con la piccola nobiltà materana - preferiva ignorare le condizioni disagiate in cui molte famiglie erano costrette a vivere: un suo eventuale e deciso intervento a favore dei "braccianti socialisti" avrebbe significato tradire la fiducia dei proprietari terrieri. Affermerà, pochi anni più tardi, il Monaco Bianco: "La Chiesa disunisce gli uomini, perché aiuta e protegge i ricchi. Come i ricchi, i preti vivono del sangue e del lavoro della povera gente. Gesù Cristo, invece, amava il progresso ed era amico degli umili. I suoi discepoli erano pescatori e suo padre era falegname". Fu proprio in questo periodo turbolento che iniziarono i primi contatti tra Luigi Loperfido e la Chiesa Evangelica Battista, vicina a quella corrente di pensiero che prende il nome di socialismo cristiano. Loperfido frequentò per qualche tempo il pastore della comunità battista di Miglionico, Carlo Piccinni, che, il 19 luglio 1903, lo battezzò nelle acque del Bradano, assieme ad altri. Nasceva così la prima comunità evangelica battista di Matera, guidata dal Monaco Bianco, che dovette subito confrontarsi con la naturale insicurezza dei suoi stessi seguaci: questi, infatti, erano ancora legati ai culti e alle devozioni popolari (ai limiti del fanatismo e della superstizione) propri della confessione d'origine. Il Pastore scelse come luogo di culto un ipogeo in via Lombardi (oggi in stato di abbandono), al cui interno è ancora visibile una scritta: "Noi predichiamo Cristo crocifisso". Ovviamente non mancarono le aspre polemiche del clero e di larga parte dei fedeli cattolici, che talvolta degenerarono in veri e propri agguati. Alcuni testimoni oculari raccontano che, durante un corteo funebre, i fedeli della comunità battista furono presi a sassate e il Monaco Bianco riportò un'importante ferita alla nuca. Questo episodio, però, non mutò minimamente il suo filantropismo e la sua profonda fede, che continuò a manifestare con coraggio. 
Durante il Ventennio, le autorità locali accentuarono il controllo sulle attività del Loperfido, che fu accusato di aver assunto posizioni antifasciste e, pertanto, inviato al confino; ma l'esilio fu breve e il Pastore poté presto rientrare a Matera, dove continuò la sua opera di evangelizzazione fino al 1959, quando, all'età di 82 anni, morì nella sua abitazione.

## Vita privata

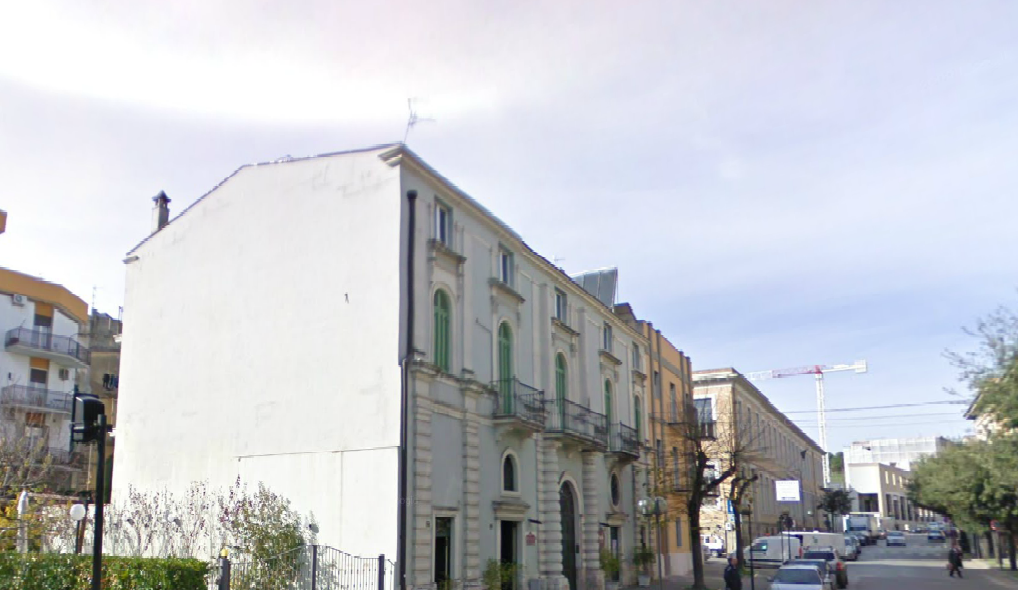
L'abitazione di Luigi Loperfido

Alcuni anni dopo la conversione, conobbe - per merito del pastore della comunità battista di Avellino - Claudine Morrison, giovane figlia di un ingegnere navale britannico in servizio a Napoli, che sposò l'8 dicembre del 1908. Ebbero nove figli, alcuni dei quali scomparsi prematuramente.